# Coronación (Vitoria)
Coronación (Koroatzea en euskera, también conocido como Errota Zaharra) es un barrio de Vitoria, situado en el centro de la ciudad, al oeste del Casco Viejo (Vitoria). Es uno de los barrios más antiguos de la ciudad, urbanizado y habitado en las primeras décadas del siglo XX e incluso algunas zonas en el siglo XIX. Limita al este con el casco histórico, al norte con El Pilar, el parque del Norte le separa de Zaramaga y al sur con Lovaina.

## Listado de calles
- Beato Tomás de Zumárraga
- Plaza de Aldave
- Plaza Marqués Alameda
- Cercas Bajas
- Domingo Beltrán de Otazu
- Badaya
- Aldave
- Gorbea
- Cruz Blanca
- Navarro Villoslada
- Bruno Villarreal
- Eulogio Serdán
- Kutxa
- Manuel Díaz de Arcaya
- Plaza de la Fuente de los Patos
- Pasaje de Eulogio Serdán
- Coronación de la Virgen Blanca
- Plaza de la Ciudadela
- Plaza Zaldiaran
- Beethoven
- Plaza Pascual Andagoya
- Tenerías
- Julián Apraiz
- Plaza de Santo Domingo
- Simón de Anda

## Instalaciones en el barrio
- Hospital Privado San José
- Centro cívico Aldave

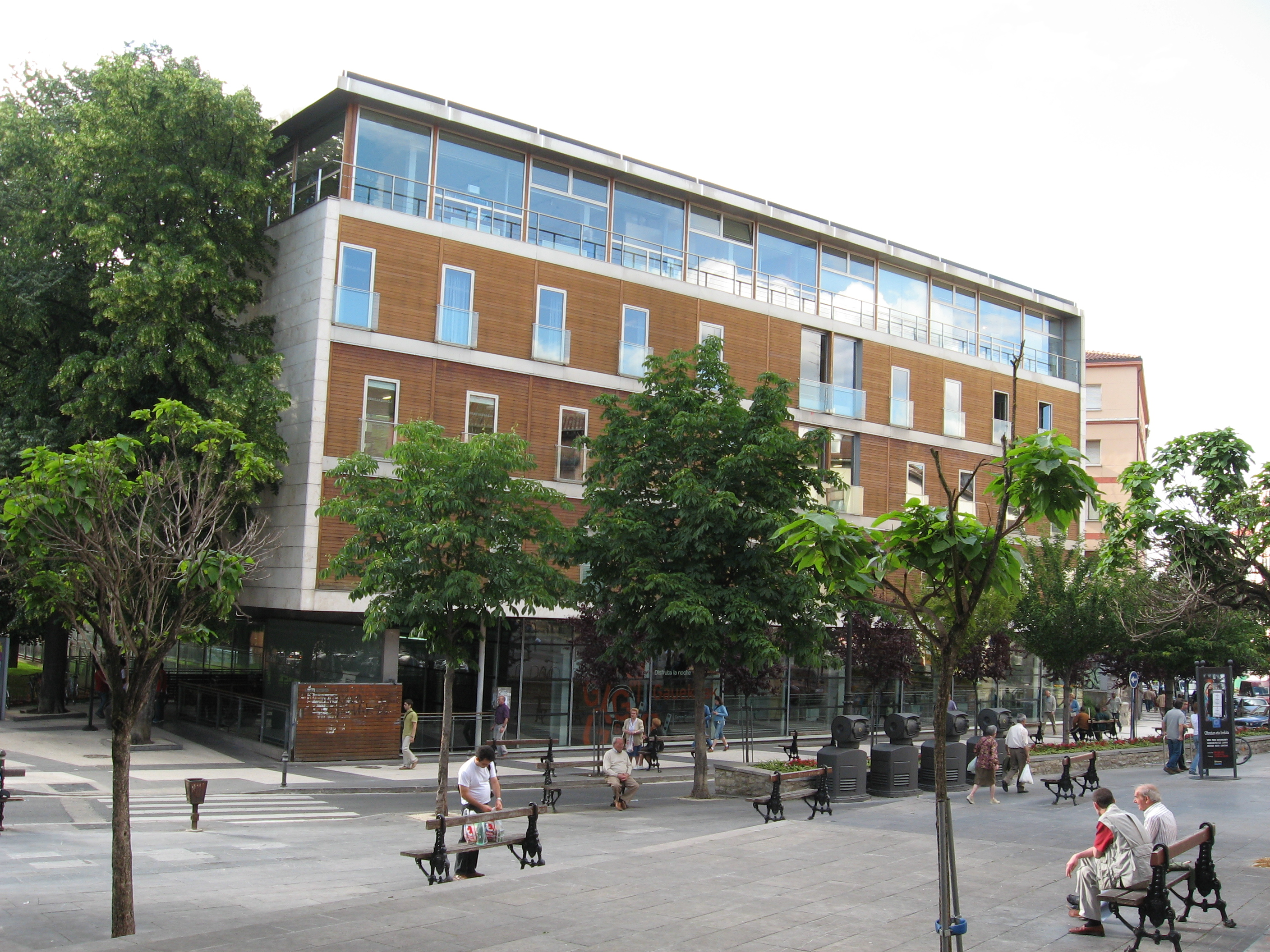
Centro cívico Aldabe.

- Colegio Privado Presentación de María
- Ikastola Landázuri
- Iglesia de Nuestra Señora de la Coronación (Vitoria)

## Situación del barrio
Es uno de los barrios donde la población autóctona ha caído en picado debido al envejecimiento de la población. Su caída sin embargo, ha sido compensada con la llegada de población inmigrante, que es mayoritaria en la zona de Aldave, que limita con el Casco Viejo. Ello hace que el barrio siga siendo de los más populosos de Vitoria, pese a la caída en número de habitantes sufrida ya en las últimas décadas de los años 90.
Esta zona de Aldave, cercana al parque del Norte y a la calle Barrancal, es considerada por los vitorianos como una de las zonas más inseguras de la ciudad,
Sin embargo, esta situación no se vive en la zona más alejada del casco, ya que las calles Gorbea, Badaya o Basoa son importantes núcleos comerciales de la ciudad, muy populares entre los vitorianos, sobre todo la Ruta de Bares de la calle Gorbea, que se ha consolidado como un punto de ambiente nocturno muy concurrido, sobre todo los jueves, debido a las ofertas que ofrecen los establecimientos de la zona.

## Transporte
| línea | Nombre          | Destino Sentido Ida | Destino Sentido Vuelta | Estaciones en el barrio                       |
| ----- | --------------- | ------------------- | ---------------------- | --------------------------------------------- |
|       | LAKUA-MARITURRI | LAKUA               | MARITURRI              | Domingo Beltrán 30, Coronación 16. San Ignaio |
|       | Casco Viejo     | Paz (circular)      | Paz (circular)         | Coronación 16, Portal Arriaga/Aldave          |